# Elecciones al Congreso de los Diputados de noviembre de 2019 (Orense)
Las elecciones al Congreso de los Diputados de noviembre de 2019 se celebraron en la provincia de Orense el domingo 10 de noviembre, como parte de las elecciones generales convocadas por Real Decreto dispuesto el 4 de marzo de 2019 y publicado en el Boletín Oficial del Estado el día siguiente. Se eligieron los 4 diputados del Congreso correspondientes a la circunscripción electoral de Orense, mediante un sistema proporcional (método d'Hondt) con listas cerradas y un umbral electoral del 3 %.

## Resultados
Los comicios depararon 2 escaños al Partido Socialista Obrero Español, y al Partido Popular.
| Candidatura                                          | Candidatura                                          | Votos   | %                                        | Escaños                                  |
| ---------------------------------------------------- | ---------------------------------------------------- | ------- | ---------------------------------------- | ---------------------------------------- |
|                                                      | Partido Popular (PP)                                 | 67 580  | 39,80                                    | 2                                        |
|                                                      | Partido Socialista Obrero Español (PSOE)             | 56 934  | 33,53                                    | 2                                        |
|                                                      |                                                      |         |                                          |                                          |
| Unidas Podemos-En Común-Equo- (UP-EU)                | Unidas Podemos-En Común-Equo- (UP-EU)                | 13 573  | 7,99                                     | 0                                        |
| Vox (Vox)                                            | Vox (Vox)                                            | 13 285  | 7,82                                     | 0                                        |
| Bloque Nacionalista Galego (BNG)                     | Bloque Nacionalista Galego (BNG)                     | 10 256  | 6,04                                     | 0                                        |
| Ciudadanos-Partido de la Ciudadanía (Cs)             | Ciudadanos-Partido de la Ciudadanía (Cs)             | 6397    | 3,77                                     | 0                                        |
| Partido Animalista Contra el Maltrato Animal (PACMA) | Partido Animalista Contra el Maltrato Animal (PACMA) | 1094    | 0,64                                     | 0                                        |
| Por un Mundo Más Justo (PUM+J)                       | Por un Mundo Más Justo (PUM+J)                       | 307     | 0,18                                     | 0                                        |
| Recortes Cero-Grupo Verde (R0-GV)                    | Recortes Cero-Grupo Verde (R0-GV)                    | 221     | 0,13                                     | 0                                        |
| Partido Comunista dos Traballadores de Galiza (PCTG) | Partido Comunista dos Traballadores de Galiza (PCTG) | 158     | 0,09                                     | 0                                        |
| Votos válidos                                        | Votos válidos                                        | 169 805 | 100,00                                   | 4                                        |
| Votos nulos                                          | Votos nulos                                          | 2127    | Participación: · \| \| 48,18 % \| 25,64% | Participación: · \| \| 48,18 % \| 25,64% |
| Votantes                                             | Votantes                                             | 173 598 | Participación: · \| \| 48,18 % \| 25,64% | Participación: · \| \| 48,18 % \| 25,64% |
| Electores                                            | Electores                                            | 360 302 | Participación: · \| \| 48,18 % \| 25,64% | Participación: · \| \| 48,18 % \| 25,64% |
|                                                      | 48,18 %                                              |         |                                          |                                          |

## Diputados electos
Relación de diputados electos:
| N.º | Nombre                   | Lista | Lista |
| --- | ------------------------ | ----- | ----- |
| 1   | Ana Belén Vázquez Blanco |       | PP    |
| 2   | Marina Ortega Otero      |       | PSOE  |
| 3   | Celso Luis Delgado Arce  |       | PP    |
| 4   | Adolfo Pérez Abellás     |       | PSOE  |